# RAD23A
RAD23A (англ. RAD23 homolog A, nucleotide excision repair protein) – білок, який кодується однойменним геном, розташованим у людей на короткому плечі 19-ї хромосоми. Довжина поліпептидного ланцюга білка становить 363 амінокислот, а молекулярна маса — 39 609.
| 10         |  | 20         |  | 30         |  | 40         |  | 50         |
| ---------- |  | ---------- |  | ---------- |  | ---------- |  | ---------- |
| MAVTITLKTL |  | QQQTFKIRME |  | PDETVKVLKE |  | KIEAEKGRDA |  | FPVAGQKLIY |
| AGKILSDDVP |  | IRDYRIDEKN |  | FVVVMVTKTK |  | AGQGTSAPPE |  | ASPTAAPESS |
| TSFPPAPTSG |  | MSHPPPAARE |  | DKSPSEESAP |  | TTSPESVSGS |  | VPSSGSSGRE |
| EDAASTLVTG |  | SEYETMLTEI |  | MSMGYERERV |  | VAALRASYNN |  | PHRAVEYLLT |
| GIPGSPEPEH |  | GSVQESQVSE |  | QPATEAAGEN |  | PLEFLRDQPQ |  | FQNMRQVIQQ |
| NPALLPALLQ |  | QLGQENPQLL |  | QQISRHQEQF |  | IQMLNEPPGE |  | LADISDVEGE |
| VGAIGEEAPQ |  | MNYIQVTPQE |  | KEAIERLKAL |  | GFPESLVIQA |  | YFACEKNENL |
| AANFLLSQNF |  | DDE        |  |            |  |            |  |            |

A: Аланін

C: Цистеїн

D: Аспарагінова кислота

E: Глутамінова кислота

F: Фенілаланін

G: Гліцин

H: Гістидин

I: Ізолейцин

K: Лізин

L: Лейцин

M: Метіонін

N: Аспарагін

P: Пролін

Q: Глутамін

R: Аргінін

S: Серин

T: Треонін

V: Валін

Кодований геном білок за функцією належить до фосфопротеїнів. 
Задіяний у таких біологічних процесах, як взаємодія хазяїн-вірус, пошкодження ДНК, репарація ДНК, альтернативний сплайсинг. 
Локалізований у ядрі.